# Paul Böhmer (Ringer)
Paul Böhmer (* 3. Mai 1907 in Staffelstein; † 5. Januar 1983 in Schönau am Königssee) war ein deutscher Ringer.

## Werdegang
Er begann beim Athleten-Klub Lichtenfels mit dem Ringen und Gewichtheben, wandte sich aber bald ganz dem Ringen zu. Er erlernte den Metzgerberuf und ging anschließend auf "Wanderschaft", rang zuerst für den TV Jahn Göppingen und den AK Pirmasens, dessen Mannschaft er 1929 zum Gewinn der deutschen Mannschaftsmeisterschaft gegen den AC Jugendkraft Zella-Mehlis verhalf. Paul Böhmer zog weiter, bis er beim AC Bad Reichenhall eine endgültige Bleibe fand und in Königssee ein bekannter Metzgermeister und Gastwirt wurde. Mit dem AC Bad Reichenhall gewann er dann 1950 gemeinsam mit Josef Paar, Peter Enzinger und Bartolomäus „Bartl“ Brötzner erneut die deutsche Mannschaftsmeisterschaft, diesmal gegen Viktoria Eckenheim. Paul Böhmer stand bis 1942 auch häufig in deutschen Ländermannschaften auf der Matte. Er zeigte dabei immer vorbildlichen Einsatz und rang auch als Halbschwergewichtler häufig im Schwergewicht. So auch in einem Länderkampf gegen Estland, als er gegen den Europameister von 1938 und 1939 Johannes Kotkas kämpfte, aber verlor.

## Internationale Erfolge
- 1935 2. Platz, EM in Kopenhagen, griechisch-römischer Stil, HS, mit Siegen über Krzysmalski, Polen und Onni Pellinen, Finnland u. Niederlagen gegen Edvīns Bietags, Lettland und Axel Cadier, Schweden;
- 1937 2. Platz, EM in München, Freistil, HS, mit Siegen über Umberto Silvestri, Italien, Karl Hegglin, Schweiz, Josef Palotas, Ungarn und einer Niederlage gegen Cadier.

## Erfolge bei deutschen Meisterschaften
- 1934, 3. Platz in Nürnberg, gr, HS, hinter Erich Siebert, Darmstadt, und Hans Hauenstein, Fürth;
- 1935, 3. Platz in Nürnberg, gr, HS hinter Werner Seelenbinder, Berlin, und Engelhardt, Nürnberg;
- 1936, 2. Platz in Bad Reichenhall, F, HS, hinter Siebert und vor Karl Ehret, Ludwigshafen am Rhein;
- 1937, 2. Platz in Dortmund, gr, HS, hinter Seelenbinder, Berlin;
- 1937, 1. Platz in Flensburg,[1] F, HS, vor Ehret und Siebert;
- 1938, 3. Platz in Breslau, F, HS, hinter Ehret und Engelhardt;
- 1939, 2. Platz in Nürnberg, gr, HS, hinter Max Leichter, Eckenheim, vor Ehret.

## Länderkämpfe
Paul Böhmer bestritt für Deutschland 11 Länderkämpfe, in denen er sechsmal siegte.